# Zack Greinke
Donald Zackary Greinke, detto Zack (Orlando, 21 ottobre 1983), è un giocatore di baseball statunitense che gioca nel ruolo di lanciatore partente per i Kansas City Royals della Major League Baseball (MLB).
Greinke debuttò nel 2004 con i Kansas City Royals dove, nel 2009, vinse il Cy Young Award come miglior lanciatore dell'anno dell'American League, chiudendo la stagione regolare come leader in media PGL della lega. Nel 2010 passò ai Milwaukee Brewers e nel 2012, per una stagione, ai Los Angeles Angels of Anaheim. Nel 2013 firmò un contratto della durata di sei anni con i Los Angeles Dodgers. Dopo la stagione 2015 firmò come free agent con gli Arizona D-backs.

## Carriera

### Gli inizi
Greinke iniziò a giocare a baseball presso la Apopka High School di Apopka, Florida, inizialmente nel ruolo di interno. Alla fine della sua carriera alle scuole superiori aveva una media battuta di 400, con 31 fuoricampo. Passato nel ruolo di lanciatore, nel 2002 ebbe un record di 9 vittorie e 2 sconfitte, una media PGL di 0.55, venendo nominato Gatorade National Player of the Year.

### Minor League
Nel 2002, Greinke rifiutò la borsa di studio da parte della Clemson University, preferendo subito aggregarsi con i Kansas City Royals che lo avevano selezionato nel primo turno come sesta scelta assoluta del draft MLB 2002. Iniziò così la propria carriera professionistica nelle Minor League, con i Gulf Coast Royals. Dopo tre partite viene promosso nella categoria A- con i Spokane Indians, e successivamente nella A+ con i Wilmington Blue Rocks. Nel complesso chiuse con una media PGL di 3,97 in 11 inning lanciati.
Nel 2003 giocò con i Blue Rocks, e successivamente nel livello AA con i Wichita Wranglers dove fu nominato lanciatore dell'anno delle minor league dei Roayls, miglior giocatore della Carolina League e giocatore delle minor league dell'anno da The Sporting News, chiudendo con un bilancio di 15-4 e una media PGL di 1.93 punti.

## Major League Baseball

### Kansas City Royals

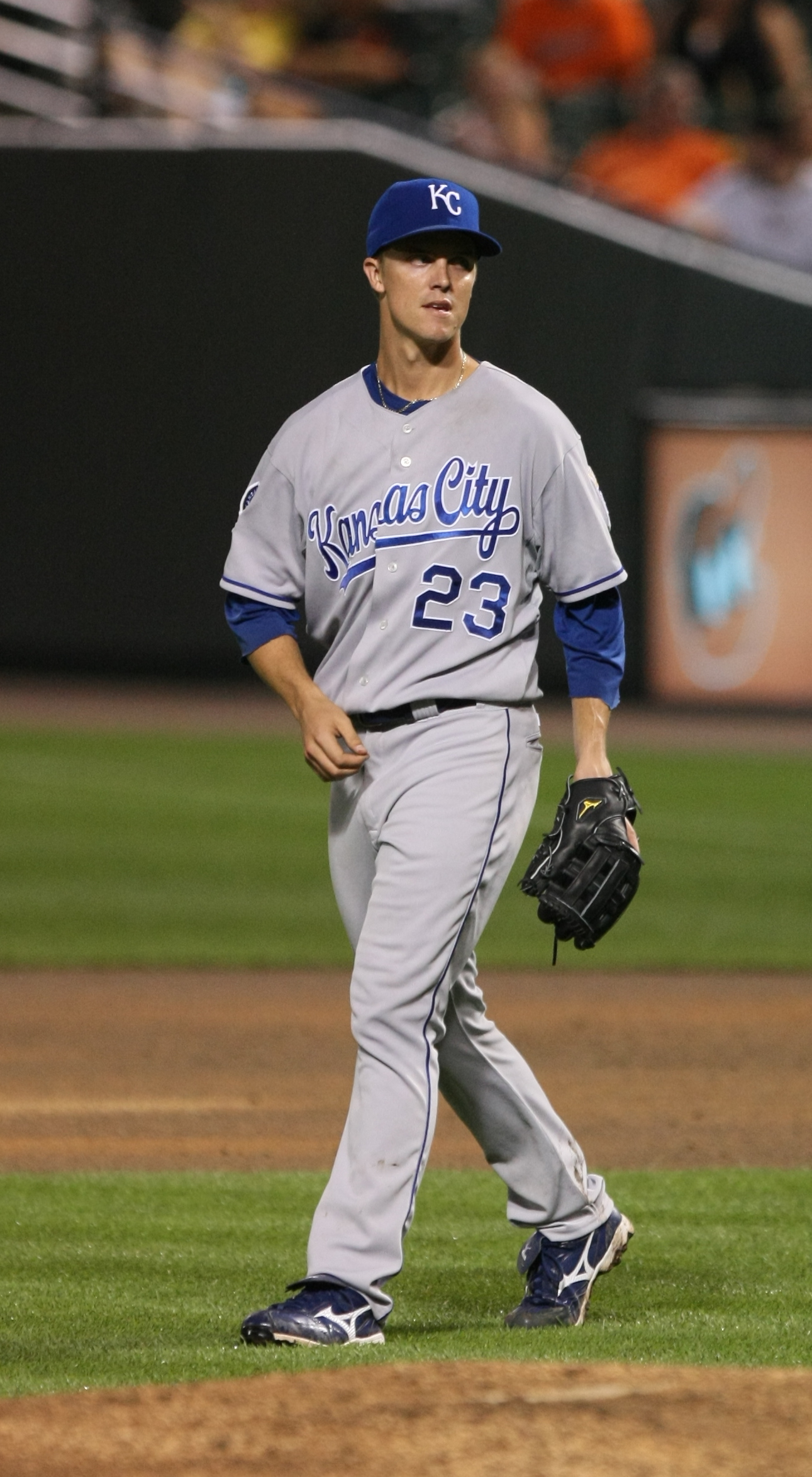
Greinke con i Royals

Greinke debuttò nella MLB il 22 maggio 2004, al Coliseum di Oakland contro gli Oakland Athletics dove concesse due punti in 5 inning lanciati. L'8 giugno 2004 vinse la sua prima gara da professionista dove lanciò in 7 inning senza concedere punti ai Montreal Expos. Il 10 giugno 2005 mise a segno il suo primo fuoricampo in carriera nella sconfitta contro gli Arizona Diamondbacks. All'epoca, il suo carattere piuttosto introverso lo spinse ad isolarsi dal resto della squadra, quindi lo staff tecnico dei Royals pensò di affiancargli la leggenda George Brett. Durante la stagione 2005 Greinke optò per un temporaneo ritiro, non scendendo più in campo fino alla primavera del 2006 quando decise nuovamente di unirsi alla squadra. Venne successivamente rivelato che per un certo periodo era caduto in depressione. Nel 2006 tornò a giocare con i Royals come lanciatore di riserva, chiudendo con 106 strikeout.
La stagione 2007 vide Greinke tornare tra i lanciatori partenti dei Royals, chiudendo con una media PGL di 3.47 e 183 strikeout. Prima della stagione 2009 firmò un rinnovo contrattuale del valore di 38 milioni di dollari. Quell'anno iniziò la stagione senza concedere punti nei primi 36 inning lanciatori, chiudendo con 16 vittorie e 7 sconfitte, e una media punti concessa a partita di 2.16 (la migliore di tutta la lega) con 242 strikeout. Fu premiato come miglior lanciatore del mese di aprile. Il 25 agosto 2009 fece registrare 15 strikeout, superando il precedente record di franchigia di Mark Gubicza. Cinque giorni dopo disputò una partita completa contro i Seattle Mariners senza concedere alcun punto. Per queste prestazioni fu premiato con il Cy Young Award e con il titolo di lanciatore dell'American League dell'anno da Sporting News.

### Milwaukee Brewers

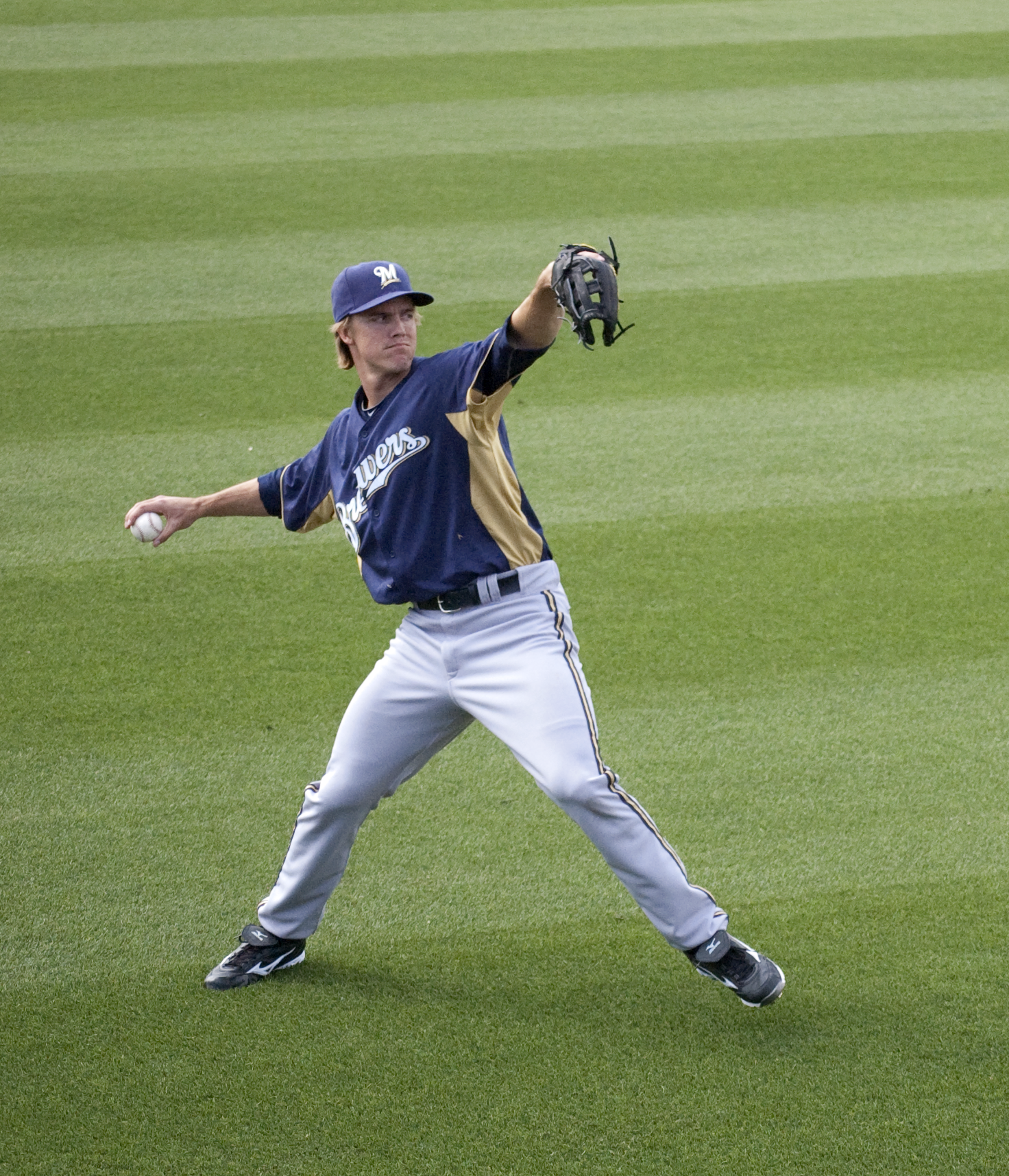
Greinke con i Brewers

Nel 2010, Greinke chiese ai Royals di essere ceduto, così il 19 dicembre 2010 viene scambiato con i Milwaukee Brewers insieme a Yuniesky Betancourt, Alcides Escobar, Lorenzo Cain, Jeremy Jeffress e Jake Odorizzi. Con la nuova franchigia non poté mantenere il numero 23 perché già in uso ad un altro giocatore, passando al numero 13.
Nel febbraio 2011 mentre giocava a basket con degli amici, si fratturò una costola. Dopo avere iniziato la stagione in lista infortunati, il 4 maggio 2011 debuttò ufficialmente con la maglia dei Brewers. Chiuse la stagione con un record di 16-6, 3.83 di media PGL e 201 strikeout (settimo nella National League) in 171 inning lanciati. La sua percentuale di vittorie (72,7%) fu la quarta migliore della lega
Nel 2012, Greinke iniziò la stagione con i Brewers prima di essere ceduto, facendo registrare un record di 9-3, 3.44 di media PGL e 122 strikeout.

### Los Angeles Angels of Anaheim
Il 27 luglio 2012, i Brewers cedettero il giocatore ai Los Angeles Angels of Anaheim in cambio di Jean Segura e i lanciatori Ariel Peña e John Hellweg. Il 29 luglio 2012 debuttò con gli Angels. Tra il 3 e il 19 agosto 2012 ebbe un calo nelle proprie prestazioni, concludendo in quel periodo con un bilancio di 1-1, e una media PGL di 7.20 in 25 inning lanciati. Successivamente riuscì a riprendersi e chiuse con gli Angels con un record di 6-2 e una media PGL di 3.53. In quell'annata divenne il primo lanciatore dal 1920 a mettere a segno 13 strikeout in 5 inning, in una partita giocata il 25 settembre 2012 contro i Seattle Mariners. Nella stessa partita realizzò il record di tutti i tempi dell'American League in una singola gara con 20 strikeout.

### Los Angeles Dodgers

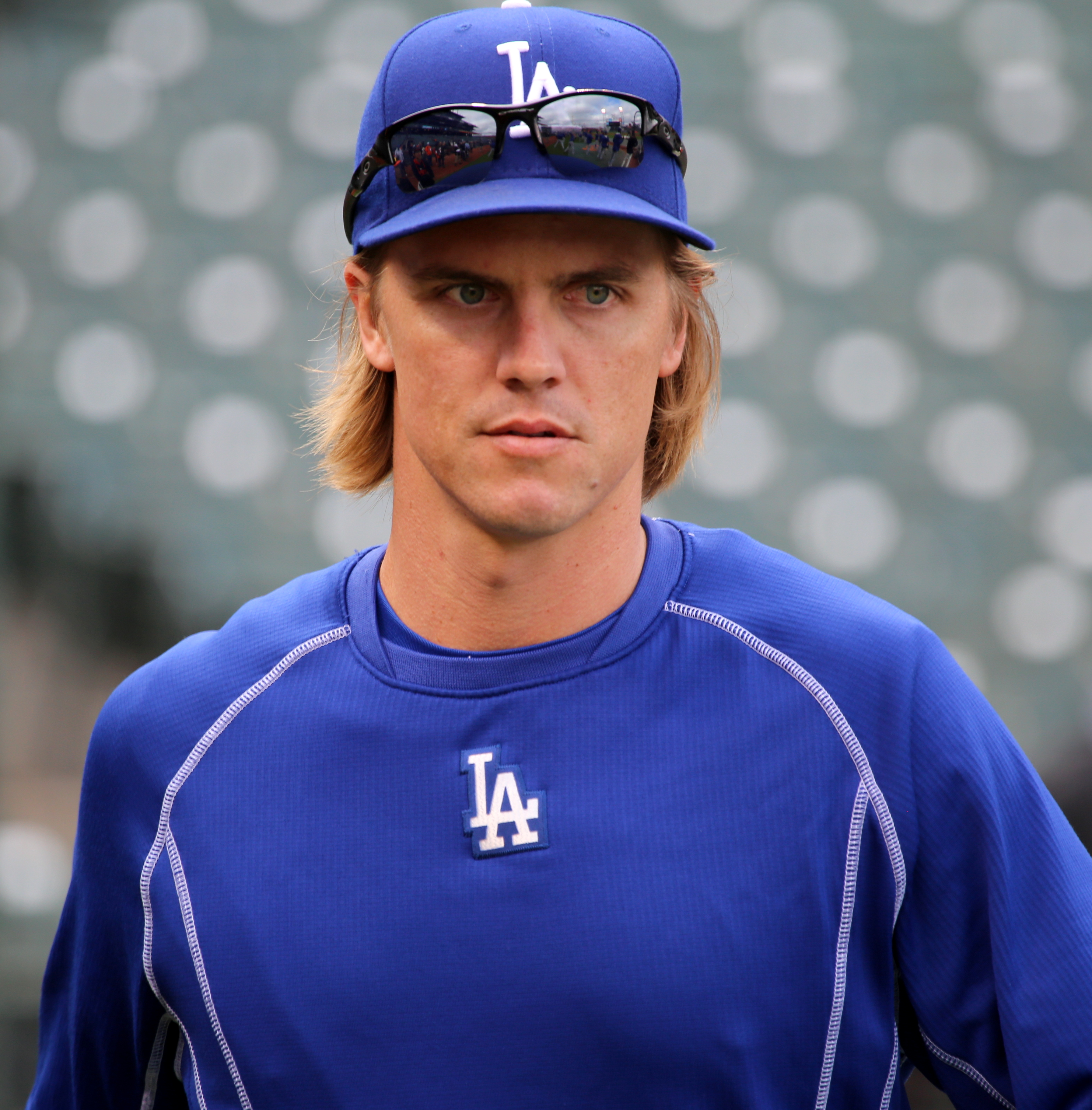
Greinke coi Dodgers nel 2015

L'8 dicembre 2012, Greinke firmò un contratto dal valore complessivo di 147 milioni di dollari per sei anni con i Los Angeles Dodgers. Questo accordo, che fu poi successivamente perfezionato il 10 dicembre, rappresentò all'epoca l'importo più grande di sempre per un lanciatore destro nella storia della lega. Coi Dodgers fu convocato per il secondo e terzo All-Star Game della carriera nel 2014 e 2015, anno quest'ultimo in cui si classificò secondo nel Cy Young Award dietro a Jake Arrieta. Nelle stesse stagioni vinse anche due Guanti d'oro. A fine stagione decise di sfruttare una clausola che gli permetteva di uscire dal contratto coi Dodgers.

### Arizona Diamondbacks
Divenuto free agent, il 5 dicembre 2015 Greinke firmò con gli Arizona Diamondbacks un contratto di sei anni del valore di 206,5 milioni di dollari. Il 24 agosto 2016 fece registrare lo strikeout numero 2000 in carriera nella vittoria dei Diamondbacks per 10–9 sugli Atlanta Braves. La sua prima stagione in Arizona si concluse con 13 vittorie e 7 sconfitte, con una media PGL di 4.37, la sua peggiore dalla stagione 2005, la seconda della carriera, e vincendo il terzo Guanto d'oro consecutivo.
Il 2 luglio 2017, Greinke fu convocato per il quarto All-Star Game della carriera. A fine anno vinse il suo quarto Guanto d'oro per le sue prestazioni a livello difensivo e si classificò quarto nelle votazioni del Cy Young Award.

### Houston Astros
Il 31 luglio 2019, Greinke fu scambiato con gli Houston Astros per i quattro prospetti delle minor league Corbin Martin, J. B. Bukauskas, Seth Beer e Joshua Rojas.

### Ritorno ai Royals
Il 16 marzo 2022, Greinke firmò un contratto annuale del valore di 13 milioni di dollari con i Kansas City Royals, squadra che lo selezionò nei draft e da cui mancava dal 2010.

## Palmarès
- All-Star: 6

2009, 2014, 2015, 2017, 2018, 2019
- Cy Young Award: 1

2009
- Guanti d'oro: 6

2014, 2015, 2016, 2017, 2018, 2019
- Silver Slugger Award: 2

2013, 2019
- Defensive Player of the Year: 3

2016, 2018, 2019
- Capoclassifica in media PGL: 2

AL: 2009
NL: 2015
- Lanciatore del mese: 3

AL: aprile 2009
NL: agosto 2013, luglio 2018
- Giocatore della settimana: 3

AL: 19 aprile 2009, 30 agosto 2009
NL: 19 luglio 2015

## Statistiche
| ANNO       | TEAM               | PRESENZE | VITTORIE-SCONFITTE | STRICKOUTS | ERA                 |
| ---------- | ------------------ | -------- | ------------------ | ---------- | ------------------- |
| 2004       | Kansas City Royals | 24       | 8-11               | 100        | 3.97                |
| 2005       | Kansas City Royals | 33       | 5-17               | 114        | 5.80                |
| 2006       | Kansas City Royals | 3        | 1-0                | 5          | 4.26                |
| 2007       | Kansas City Royals | 52       | 7-7                | 106        | 3.69                |
| 2008       | Kansas City Royals | 32       | 13-10              | 183        | 3.47                |
| 2009       | Kansas City Royals | 33       | 16-8               | 242        | 2.16 (1º nella MLB) |
| 2010       | Kansas City Royals | 33       | 10-14              | 181        | 4.17                |
| 2011       | Milwaukee Brewers  | 28       | 16-6               | 201        | 3.83                |
| 2012       | M.B-LA Angels      | 34       | 15-5               | 200        | 3.48                |
| 9 stagioni | 3 squadre          | 272      | 91-78              | 1332       | 3.77                |

## Lanci utilizzati
- Four-seam fastball da 93 a 96 mph (150–154 km/h)
- Two-seam fastball da 92 a 95 mph (148–153 km/h)
- Cutter da 88 a 91 mph (142–146 km/h)
- Slider da 83 a 86 mph (134–138 km/h)
- Curveball da 68 a 77 mph (109–124 km/h)
- Changeup da 85 a 87 mph (137–140 km/h)

Il suo tiro Two-seam fastball è il tipo di lancio più usato contro i battitori destri e a volte anche contro i battitori sinistri dove viene usato preferibilmente più volte il changeup. Durante le prime battute del match spesso Zack usa il Curveball.

## Vita privata
Greinke è sposato con Emily Kuchar che nel 2008 fu premiata come Miss Daytona Beach USA 2008. I due si incontrarono in passato al liceo Apopka High School dove successivamente Emily divenne una cheerleader dei Dallas Cowboys. Zack ha anche un fratello di nome Luke.